# Hispano-Suiza HS.831
El Hispano-Suiza HS.661 es un cañón automático antiaéreo monotubo de origen suizo.
Actualmente esta arma es denominada Oerlikon Contraves Tipo KCB.

## Uso
Esta arma puede ser utilizada tanto contra objetivos aéreos o terrestres, y es efectivo contra vehículos blindados ligeros, con munición antiblindaje.
Fue adquirido por el Ejército Argentino en 1968 dentro del denominado "Plan Europa" de adquisiciones militares. Fue provisto al Grupo de Artillería Antiaérea 101 (GADA 101), para luego de la Guerra de las Malvinas ser asignado al GADA 601. Se mantiene en servicio en el Ejército Argentino. Para ello recibió los correspondientes reacondicionamientos integrales a cargo del Batallón de Mantenimiento de Sistemas de Defensa Aérea 601.  
El Grupo de Artillería Antiaéreo 601 del Ejército Argentino con asiento en Mar del Plata opera con esta arma y actualmente tiene 21 unidades.

### Desarrollos relacionados
- Oerlikon 35 mm
- Oerlikon 20 mm

### Listas relacionadas
- Anexo:Equipamiento del Ejército Argentino